# Szczodre

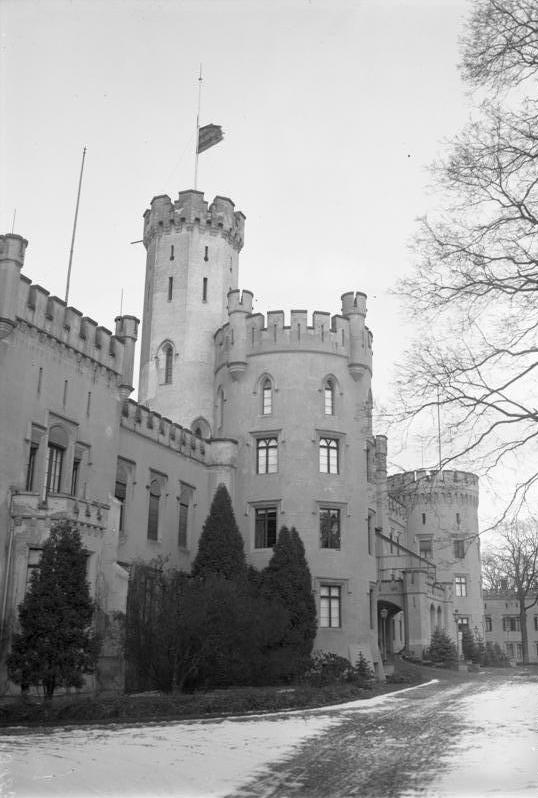
Slottet Sibyllenort i februari 1932 (med sorgflaggning)

Szczodre, tyska Sibyllenort (polska 1945-1948: Sybilin), är en by i Nedre Schlesiens vojvodskap i Polen, 12 km nordost om Wrocław tillhörande kommunen Długołęka.
Byns namn, Szczodre, betyder på polska "generös".
Hertig Christian Ulrich I av Württemberg-Oels lät bygga ett barockslott här mellan 1685 och 1692, uppkallat efter hans gemål, Sibylle Maria av Sachsen-Merseburg. I slutet av 1700-talet och början av 1800-talet blev slottet ombyggt och utbyggt. 1852, under den siste hertigen av Oels, Wilhelm av Braunschweig , blev det än en gång ombyggt i nygotik/tudorstil. Det omfattade nu 400 rum.
Efter den siste hertigens död 1884 kom slottet i den sachsiska kungafamiljens ägo och blev ett omtyckt sommarslott. Efter 1918 blev Sibyllenort ständig bostad åt den siste kungen Fredrik August III av Sachsen som dog här 1932. 
Efter Nazitysklands invasion i Polen år 1939 tog tyska SS slottet i Szczodre i besittning. När kriget var förlorat och närmade sig slutet bestämde sig SS för att den 26 januari 1945 att tända eld på slottet. Slottet brann och blev delvis förstört. Syftet var att inte efterlämna slottet åt polackerna.
Året 1957 revs hela det kungliga slottet på order av de styrande i Folkrepubliken Polen. En ruin av slottet står idag kvar som är ungefär lika stor som en liten villa. På senare år har Slottsparken blivit restaurerad.